# کارکایمه
کارکایمه (به لهستانی:  Karkajmy) یک روستا در لهستان است که در گمینا اورنتا واقع شده‌است.